# Bobby Bell
Bobby Lee Bell (Shelby, Carolina del Norte, 17 de junio de 1940), más conocido como Bobby Bell, es un exjugador profesional estadounidense de fútbol americano que se desempeñó en la posición de linebacker y defensive end en la American Football League (AFL) y en la National Football League (NFL). Es miembro del Salón de la Fama del Fútbol Americano Profesional.

## Carrera
Bell jugó como profesional doce temporadas en Kansas City Chiefs (1963-1974), equipo en el que se retiró.

## Reconocimiento
El 30 de julio de 1983, ingresó como miembro al Salón de la Fama del Fútbol Americano Profesional.